# Emelie De Jong
Pour les articles homonymes, voir De Jong.
Emelie De Jong, née en 1964 à New York, de nationalité néerlandaise et américaine, est une directrice de programme d'Arte puis la directrice de France Culture.

## Biographie
Elle est née en 1964 à New York, de nationalité néerlandaise et américaine. 
Elle obtient un Bachelor of Arts au Bennington College, dans le Vermont, en 1985, et poursuit ses études à Paris, à l'École normale de musique dont elle est diplômée en 1990 (piano). Elle obtient une maîtrise en musicologie à l'université Paris-Sorbonne en 1992 et un DEA d'histoire culturelle à Sciences Po Paris en 1994.
Elle rentre à Arte dès 1994 (peu de temps après la création de ce média), tout d'abord au sein d'un service de relation avec la presse. Elle gravit ensuite les échelons. En 1998, elle y devient chargée de programmes à l’unité spectacles, puis à l’unité des actualités culturelles. Elle est nommée directrice adjointe chargée de la culture en 2008, puis directrice de l’unité arts et spectacles de 2011 à 2021,, directrice des programmes en 2022 et membre du comité de gérance,.
En 2023, elle est choisie pour succéder à Sandrine Treiner à la tête de France Culture,,.